# Тинуччи, Джастин
Джастин Тинуччи (род. 14 января 1999, Денвер, Колорадо) — американский актер. Он широко известен своими ролями в сериалах «Невероятная команда» в качестве постоянной приглашенной звезды, «АйКарли», «Большая любовь», «Третья жена» и шоу Netflix «Леди Динамит», где он играет Джейсона. Он также появился в роли Эверетта в фильме ужасов «Дьявольский шепот» (2017).

## Биография
Тинуччи родился в Денвер, штат Колорадо. Он начал сниматься в возрасте 10 лет. Сейчас он живет в Лос-Анджелес, штат Калифорния, где работает в кино, на телевидении, в рекламе и музыке. Он учился в Калифорнийский государственный университет, Нортридж, чтобы получить степень в области медиа-композиции.
В начале своей карьеры он сыграл второстепенные роли в «Маппеты» и художественном фильме «Козлиный остров» вместе с Чандлер Кентербери, Аннализа Бассо и Вэл Килмер.
Тинуччи также появлялся в качестве постоянной приглашенной звезды в сериалах «Невероятная команда» и в качестве приглашенной звезды в сериалах «Большая любовь» канала HBO, «Третья жена» канала ABC и «Леди Динамит».
В 2017 году его утвердили на большую роль второго плана в художественном фильме «Дьявольский шепот».

## Фильмография
| Год       |   | Русское название       | Оригинальное название         | Роль              |
| --------- | - | ---------------------- | ----------------------------- | ----------------- |
| 2009      | с | АйКарли                | iCarly                        | Джастин           |
| 2011      | с | Большая любовь         | Big Love                      | Райан Бейзингер   |
| 2011      | ф | Маппеты                | The Muppets                   | Смеющийся ребенок |
| 2012—2013 | с | Невероятная команда    | Incredible Crew               | Джастин           |
| 2013      | ф | Козлиный остров        | Standing Up                   | Бутч              |
| 2013      | с | Третья жена            | Trophy Wife                   | Подросток в маске |
| 2016      | с | Леди Динамит           | Lady Dynamite                 | Джейсон           |
| 2017      | с | Запись Напыщенная речь | Record Rant                   | Джастин           |
| 2018      | ф | Голдберги: 1990-Что-то | The Goldbergs: 1990-Something | Митхед            |
| 2018      | с | Фостеры                | The Fosters                   | Старшая           |
| 2019      | с | Обученные              | Schooled                      | Д Спинк           |
| 2020      | с | Перри Мейсон           | Perry Mason                   | Братский парень   |
| 2021      | ф | Агент Откровение       | Agent Revelation              | Питер             |

## Награды и номинации

### Номинации
- Молодой актёр
  - 2011 — Лучшая роль в короткометражном фильме - молодой актер (за Короткометражный фильм «Стэнли»)
  - 2012 — Лучшая роль в сериале - молодой актер 11–13 лет в главной роли (за телесериал «Большая любовь»)
  - 2014 — Лучшая роль в приглашенном телесериале с молодым актером 14–16 лет в главной роли (за телесериал «Большая любовь»)
  - 2014 — Лучшая роль в художественном фильме — молодой актёр второго плана (за фильм «Козлиный остров»)